# Норт Вали Стрим (Њујорк)
Норт Вали Стрим (енгл. North Valley Stream) насељено је место без административног статуса у америчкој савезној држави Њујорк.

## Демографија
По попису из 2010. године број становника је 16.628, што је 839 (5,3%) становника више него 2000. године.
| Група             | 2000.         | 2010.         |
| Белци             | 6.278 (39,8%) | 3.765 (22,6%) |
| Афроамериканци    | 5.854 (37,1%) | 7.998 (48,1%) |
| Азијати           | 1.426 (9,0%)  | 2.148 (12,9%) |
| Хиспаноамериканци | 1.709 (10,8%) | 2.411 (14,5%) |
| Укупно            | 15.789        | 16.628        |